# Edin Džeko
Edin Džeko (phát âm tiếng Serbia-Croatia: [ědin dʒêːko]; sinh ngày 17 tháng 3 năm 1986) là một cầu thủ bóng đá chuyên nghiệp người Bosnia hiện đang thi đấu ở vị trí tiền đạo cắm và là đội trưởng của cả câu lạc bộ Süper Lig Fenerbahçe và đội tuyển bóng đá quốc gia Bosna và Hercegovina. Được đánh giá là một trong những tiền đạo cắm xuất sắc nhất thế giới trong thế hệ của mình, anh là cầu thủ ra sân nhiều nhất và ghi nhiều bàn thắng nhất mọi thời đại trong màu áo đội tuyển quốc gia.
Džeko được vinh danh là Cầu thủ bóng đá Bosnia của năm ba năm liên tiếp. Anh được người hâm mộ bóng đá và nhà báo ở Bosna và Hercegovina đặt biệt danh là "Viên kim cương Bosnia" (tiếng Bosnia: Bosanski dijant) hoặc đơn giản là "Kim cương" (Dijament). Trước khi gia nhập Inter Milan, anh chơi cho Manchester City và Roma, song anh đã ghi tên mình khi khoác áo cho câu lạc bộ Đức VfL Wolfsburg, đội mà anh giành được danh hiệu Bundesliga trong mùa giải 2008–09. Anh là cầu thủ ghi nhiều bàn thắng thứ hai với 26 bàn. Trong mùa giải 2009–10, Džeko là vua phá lưới với 22 bàn. Anh cũng đã có 10 pha kiến tạo trong cả hai mùa giải.
Trong mùa giải Premier League 2011–12, Džeko ghi bốn bàn trong một trận cho Manchester City trước Tottenham Hotspur tại White Hart Lane. Ngày cuối cùng của mùa giải đó, anh đã ghi bàn gỡ hòa vào lưới Queens Park Rangers ở phút thứ 92, trước khi Sergio Agüero mang về bàn thắng cho City chỉ còn vài giây nữa, giúp đội giành chiến thắng một chức vô địch lần đầu tiên sau 44 năm. Ngày 3 tháng 3 năm 2018, Džeko đã ghi bàn thắng thứ 50 cho Roma ở giải Serie A, qua đó trở thành cầu thủ đầu tiên ghi được 50 bàn thắng ở ba trong số năm giải đấu lớn hàng đầu châu Âu.
Từng là tuyển thủ trẻ cho Bosna và Hercegovina, Džeko ra mắt đội tuyển quốc gia cấp chuyên nghiệp vào năm 2007, ra sân hơn 130 trận và ghi 67 bàn kể từ đó. Džeko trở thành cầu thủ ghi bàn nhiều nhất mọi thời đại của Bosna và Hercegovina vào ngày 7 tháng 9 năm 2012 trong một trận đấu với Liechtenstein, nơi anh ghi một cú hat-trick để vượt qua Zvjezdan Misimović và Elvir Bolić. Ngày 11 tháng 9 năm 2018, trong trận đấu với Áo, anh đã chơi trận thứ 95 cho Bosnia và Herzegovina và vượt qua Emir Spahić để trở thành cầu thủ khoác áo đội tuyển quốc gia nhiều nhất. Mười bàn thắng của anh trong chiến dịch vòng loại đã giúp đội tuyển quốc gia của anh đủ điều kiện tham dự giải đấu quốc tế đầu tiên, FIFA World Cup 2014. Lần lượt trong hai năm 2022 và 2024, anh đã vượt qua các kỷ lục của Emir Spahić và Samir Muratović để trở thành cầu thủ lớn tuổi nhất và ghi bàn nhiều nhất trong màu áo đội tuyển Bosna và Hercegovina.

## Câu lạc bộ

### Giai đoạn đầu
Dzeko có trận ra mắt ở FK Željezničar trong vai trò một tiền vệ từ năm 2003-2005, ghi 1 bàn trong tổng cộng 40 trận. Anh có thời gian được đem cho FK Ústí nad Labem mượn vào năm 2005, trong quãng thời gian này anh ghi 6 bàn trong 15 trận. Cuối năm đó, anh chuyển tới Cộng hòa Séc để chơi cho FK Teplice và anh chơi ở đó cho tới năm 2007, ghi 16 bàn trong 43 trận. Anh là vua phá lưới ở mùa giải 2006-07.Nhờ có thành tích này, huấn luyện viên Felix Magath của VfL Wolfsburg quyết định chiêu mộ anh với giá 4 triệu Euro.

### VfL Wolfsburg
Sau khi chuyển tới Wolfsburg, Dzeko ngay lập tức tạo được ấn tượng, ghi 5 bàn và có 3 pha kiến tạo trong 12 trận. Anh được tạp chí Sportal bầu chọn là tiền đạo hay nhất của nửa đầu mùa giải 2007-08.Trong mùa bóng đầu tiên của anh ở Đức, Wolfsburg về đích ở vị trí thứ 5, được lọt vào vòng sơ loại cúp UEFA ở mùa giải 2008-09.Dzeko kết thúc mùa giải 2007-08 với 8 bàn thắng và 7 đường kiến tạo trong 17 trận ra sân.
Sau khi Wolfsburg chiêu một cầu thủ đồng hương của Dzeko là Zvjezdan Misimović, màn trình diễn của Dzeko trong mùa giải thứ hai đã được cải thiện. Mặc dù có bước khởi đầu không tốt ở giai đoạn lượt đi, anh và các đồng đội đã tìm lại được phong độ và vô địch Bundesliga lần đầu tiên. Vào tháng 5 năm 2009, Dzeko lập cú hattrick vào lưới TSG 1899 Hoffeinhem, và một cú hattrick khác trong trận gặp Hannover 96 chỉ hai tuần sau, đóng góp vào chức vô địch vô cùng thuyết phục ở mùa giải 2008-09.Anh kết thúc mùa giải với tổng cộng 26 bàn thắng, chỉ đứng sau người đồng đội Grafite.Cùng với Grafite, họ trở thành cặp đôi tiền đạo nguy hiểm nhất trong lịch sử Bundesliga.Anh kết thúc mùa giải 2008-09 với 26 bàn và 10 đường kiến tạo trong 32 trận ở giải quốc nội. Ở cúp quốc gia Đức, anh có 6 bàn trong 2 trận, và ở cúp UEFA, anh có 4 bàn cùng 2 đường kiến tạo trong 8 trận. Màn trình diễn này đã giúp anh được công nhận là Cầu thủ xuất sắc nhất nước Đức.Màn trình diễn ấn tượng của anh đã thu hút nhiều sự chú ý của các câu lạc bộ hàng đầu châu Âu. Vào ngày 28 tháng 6 năm 2009, AC Milan đánh tiếng muốn có tiền đạo người Bosnia; Đội bóng Đức sau đó từ chối mọi lời đề nghị và khẳng định việc Dzeko sẽ ở lại bằng bản hợp đồng tới tháng 6 năm 2013.

### Manchester City
Sau nhiều đồn đoán, Roberto Mancini, huấn luyện viên Manchester City, xác nhận ngày 3 tháng 1 năm 2011 mức phí 27 triệu £(32 triệu €) đã được chi cho Wolfsburg để có Džeko, đó là con số chuyển nhượng cao thứ hai của Man City, sau Robinho với trị giá 32.5 triệu £ (42.5 triệu €) chuyển đến từ Real Madrid năm 2008. mức chuyển nhượng cao thứ 6 tại Premier League.

### AS Roma
Mùa hè năm 2015, Edin Dzeko chuyển sang AS Roma dưới dạng cho mượn. Một năm sau, Giallorossi quyết định kích hoạt điều khoản mua đứt trị giá 11 triệu euro. Mùa giải 2016 - 2017 là quãng thời gian thành công nhất của Dzeko tại Olimpico. Anh đã ghi được 29 bàn thắng tại Serie A và đoạt danh hiệu Capocannoniere. Dù có sự xuất hiện của Patrik Schick cũng không thể khiến Dzeko đánh mất vị trí trong đội hình xuất phát. Mùa hè năm 2019, AS Roma từng không muốn gia hạn hợp đồng với tiền đạo 33 tuổi. Ngay lập tức, HLV Antonio Conte đã tìm cách để đưa anh về Giuseppe Meazza. Mặc dù vậy, Dzeko vẫn muốn tiếp tục gắn bó với AS Roma. Vào ngày 17/8/2019, anh chính thức đặt bút kí vào bản hợp đồng mới với AS Roma có thời hạn đến tháng 6/2022.

### Inter Milan
Vào ngày 14 tháng 8 năm 2021, Džeko gia nhập câu lạc bộ Inter Milan  với một bản hợp đồng có thời hạn 2 năm.Anh ghi bàn thắng đầu tiên cho câu lạc bộ trong chiến thắng 4–0 trước Genoa

## Thi đấu quốc tế
Lần đầu tiên Dzeko ra sân cho đội tuyển Bosnia và Herzegovina là cùng đội U-19 vào năm 2003.Trận đầu tiên là gặp Kazakhstan.Anh cũng là thành viên đội U21 và chơi ở trận playoff để tham dự giải U21 vào năm 2007 ở Hà Lan. Thử thách đầu tiên của Bosnia là Armenia và Na Uy. Họ thắng Armenia 3-2 và hoà Na Uy 1-1, điều này giúp họ được vào vòng playoff gặp cộng hoà Séc. Ở trận lượt đi, Bosnia thua 2-1; ở trận lượt về, trận đấu kết thúc với tỉ số 1-1.
Anh có trận ra mắt trong màu áo đội tuyển ở trận gặp Thổ Nhĩ Kỳ vào ngày 2 tháng 6 năm 2008.Đó là trận ra mắt đáng nhớ cho cầu thủ trẻ này, khi ở trận này anh thực hiện cú volley ngoạn mục vào lưới ở phút bù giờ hiệp một. Bàn thắng giúp Bosnia cân bằng tỉ số 2-2 và họ vượt lên để thắng 3-2.Anh ghi 7 bàn ở vòng loại World Cup 2010 và hiện là người ghi nhiều bàn thứ hai ở vòng loại, sau Wayne Rooney của Anh.

## Thống kê sự nghiệp

### Câu lạc bộ
Tính đến 14 tháng 3 năm 2021.
| Câu lạc bộ            | Mùa bóng            | Giải đấu              | Giải đấu      | Giải đấu     | Cúp           | Cúp          | League Cup    | League Cup   | Châu Âu       | Châu Âu      | Khác          | Khác         | Tổng cộng     | Tổng cộng    |
| Câu lạc bộ            | Mùa bóng            | Giải vô địch quốc gia | Số lần ra sân | Số bàn thắng | Số lần ra sân | Số bàn thắng | Số lần ra sân | Số bàn thắng | Số lần ra sân | Số bàn thắng | Số lần ra sân | Số bàn thắng | Số lần ra sân | Số bàn thắng |
| --------------------- | ------------------- | --------------------- | ------------- | ------------ | ------------- | ------------ | ------------- | ------------ | ------------- | ------------ | ------------- | ------------ | ------------- | ------------ |
| Željezničar           | 2003–04             | Premijer Liga         | 15            | 2            | 1             | 0            | –             | –            | 1             | 0            | –             | –            | 17            | 2            |
| Željezničar           | 2004–05             | Premijer Liga         | 20            | 1            | 5             | 1            | –             | –            | 0             | 0            | –             | –            | 25            | 2            |
| Željezničar           | Tổng cộng           | Tổng cộng             | 35            | 3            | 6             | 1            | –             | –            | 1             | 0            | –             | –            | 42            | 4            |
| Teplice               | 2005–06             | Czech First League    | 13            | 3            | –             | –            | –             | –            | –             | –            | –             | –            | 13            | 3            |
| Teplice               | 2006–07             | Czech First League    | 30            | 13           | 3             | 1            | –             | –            | 2             | 0            | –             | –            | 35            | 14           |
| Teplice               | Tổng cộng           | Tổng cộng             | 43            | 16           | 3             | 1            | –             | –            | 2             | 0            | –             | –            | 48            | 17           |
| Ústí nad Labem (mượn) | 2005–06             | Czech 2. Liga         | 15            | 6            | 4             | 2            | –             | –            | –             | –            | –             | –            | 19            | 8            |
| Wolfsburg             | 2007–08             | Bundesliga            | 28            | 8            | 5             | 1            | –             | –            | –             | –            | –             | –            | 33            | 9            |
| Wolfsburg             | 2008–09             | Bundesliga            | 32            | 26           | 2             | 6            | –             | –            | 8             | 4            | –             | –            | 42            | 36           |
| Wolfsburg             | 2009–10             | Bundesliga            | 34            | 22           | 2             | 2            | –             | –            | 12            | 5            | –             | –            | 48            | 29           |
| Wolfsburg             | 2010–11             | Bundesliga            | 17            | 10           | 2             | 1            | –             | –            | –             | –            | –             | –            | 19            | 11           |
| Wolfsburg             | Tổng cộng           | Tổng cộng             | 111           | 66           | 11            | 10           | –             | –            | 20            | 9            | –             | –            | 142           | 85           |
| Manchester City       | 2010–11             | Premier League        | 15            | 2            | 2             | 2            | –             | –            | 4             | 2            | –             | –            | 21            | 6            |
| Manchester City       | 2011–12             | Premier League        | 30            | 14           | 0             | 0            | 4             | 3            | 8             | 1            | 1             | 1            | 43            | 19           |
| Manchester City       | 2012–13             | Premier League        | 32            | 14           | 5             | 0            | 1             | 0            | 6             | 1            | 1             | 0            | 45            | 15           |
| Manchester City       | 2013–14             | Premier League        | 31            | 16           | 5             | 2            | 5             | 6            | 7             | 2            | –             | –            | 48            | 26           |
| Manchester City       | 2014–15             | Premier League        | 22            | 4            | 1             | 0            | 2             | 2            | 6             | 0            | 1             | 0            | 32            | 6            |
| Manchester City       | Tổng cộng           | Tổng cộng             | 130           | 50           | 13            | 4            | 12            | 11           | 31            | 6            | 3             | 1            | 189           | 72           |
| Roma                  | 2015–16             | Serie A               | 31            | 8            | 1             | 0            | –             | –            | 7             | 2            | –             | –            | 39            | 10           |
| Roma                  | 2016–17             | Serie A               | 37            | 29           | 4             | 2            | –             | –            | 10            | 8            | –             | –            | 51            | 39           |
| Roma                  | 2017–18             | Serie A               | 36            | 16           | 1             | 0            | –             | –            | 12            | 8            | –             | –            | 49            | 24           |
| Roma                  | 2018–19             | Serie A               | 33            | 9            | 1             | 0            | –             | –            | 6             | 5            | –             | –            | 40            | 14           |
| Roma                  | 2019–20             | Serie A               | 35            | 16           | 0             | 0            | –             | –            | 8             | 3            | –             | –            | 43            | 19           |
| Roma                  | 2020–21             | Serie A               | 19            | 7            | 1             | 0            | —             | —            | 6             | 3            | —             | —            | 26            | 10           |
| Roma                  | Tổng cộng           | Tổng cộng             | 191           | 85           | 8             | 2            | —             | —            | 49            | 29           | —             | —            | 248           | 116          |
| Tổng cộng sự nghiệp   | Tổng cộng sự nghiệp | Tổng cộng sự nghiệp   | 525           | 226          | 45            | 20           | 12            | 11           | 103           | 44           | 3             | 1            | 688           | 302          |

### Đội tuyển quốc gia
Tính đến 8 tháng 9 năm 2023.
| Tuyển quốc gia       | Năm       | Số lần ra sân | Số bàn thắng |
| -------------------- | --------- | ------------- | ------------ |
| Bosna và Hercegovina |           |               |              |
| 2007                 | 7         | 1             |              |
| 2008                 | 6         | 5             |              |
| 2009                 | 10        | 8             |              |
| 2010                 | 8         | 3             |              |
| 2011                 | 10        | 3             |              |
| 2012                 | 9         | 6             |              |
| 2013                 | 9         | 7             |              |
| 2014                 | 10        | 5             |              |
| 2015                 | 7         | 7             |              |
| 2016                 | 7         | 4             |              |
| 2017                 | 6         | 3             |              |
| 2018                 | 10        | 3             |              |
| 2019                 | 8         | 3             |              |
| 2020                 | 5         | 1             |              |
| 2021                 | 6         | 1             |              |
| 2022                 | 8         | 4             |              |
| 2023                 | 7         | 1             |              |
| 2024                 | 6         | 2             |              |
| Tổng cộng            | Tổng cộng | 139           | 67           |

1. ↑  Three appearances and one goal in 2014 FIFA World Cup

### Bàn thắng cho đội tuyển quốc gia
| #   | Ngày                 | Địa điểm                                                          | Đối thủ          | Bàn thắng | Kết quả | Giải đấu                      |
| --- | -------------------- | ----------------------------------------------------------------- | ---------------- | --------- | ------- | ----------------------------- |
| 1.  | 2 tháng 6 năm 2007   | Sân vận động Asim Ferhatović Hase, Sarajevo, Bosna và Hercegovina | Thổ Nhĩ Kỳ       | 2–2       | 3–2     | Vòng loại UEFA Euro 2008      |
| 2.  | 10 tháng 9 năm 2008  | Sân vận động Bilino Polje, Zenica, Bosna và Hercegovina           | Estonia          | 5–0       | 7–0     | Vòng loại FIFA World Cup 2010 |
| 3.  | 10 tháng 9 năm 2008  | Sân vận động Bilino Polje, Zenica, Bosna và Hercegovina           | Estonia          | 6–0       | 7–0     | Vòng loại FIFA World Cup 2010 |
| 4.  | 11 tháng 10 năm 2008 | Sân vận động BJK İnönü, Istanbul, Thổ Nhĩ Kỳ                      | Thổ Nhĩ Kỳ       | 1–0       | 1–2     | Vòng loại FIFA World Cup 2010 |
| 5.  | 15 tháng 10 năm 2008 | Sân vận động Bilino Polje, Zenica, Bosna và Hercegovina           | Armenia          | 2–0       | 4–1     | Vòng loại FIFA World Cup 2010 |
| 6.  | 19 tháng 11 năm 2008 | Sân vận động Ljudski vrt, Maribor, Slovenia                       | Slovenia         | 3–1       | 4–3     | Giao hữu                      |
| 7.  | 28 tháng 3 năm 2009  | Cristal Arena, Genk, Bỉ                                           | Bỉ               | 1–0       | 4–2     | Vòng loại FIFA World Cup 2010 |
| 8.  | 1 tháng 4 năm 2009   | Sân vận động Bilino Polje, Zenica, Bosna và Hercegovina           | Bỉ               | 1–0       | 2–1     | Vòng loại FIFA World Cup 2010 |
| 9.  | 1 tháng 4 năm 2009   | Sân vận động Bilino Polje, Zenica, Bosna và Hercegovina           | Bỉ               | 2–0       | 2–1     | Vòng loại FIFA World Cup 2010 |
| 10. | 6 tháng 6 năm 2009   | Sân vận động Pierre de Coubertin, Cannes, Pháp                    | Oman             | 1–0       | 2–1     | Giao hữu                      |
| 11. | 12 tháng 8 năm 2009  | Sân vận động Asim Ferhatović Hase, Sarajevo, Bosna và Hercegovina | Iran             | 1–0       | 2–3     | Giao hữu                      |
| 12. | 12 tháng 8 năm 2009  | Sân vận động Asim Ferhatović Hase, Sarajevo, Bosna và Hercegovina | Iran             | 2–0       | 2–3     | Giao hữu                      |
| 13. | 10 tháng 10 năm 2009 | A. Le Coq Arena, Tallinn, Estonia                                 | Estonia          | 1–0       | 2–0     | Vòng loại FIFA World Cup 2010 |
| 14. | 14 tháng 10 năm 2009 | Sân vận động Bilino Polje, Zenica, Bosna và Hercegovina           | Tây Ban Nha      | 1–5       | 2–5     | Vòng loại FIFA World Cup 2010 |
| 15. | 3 tháng 6 năm 2010   | Commerzbank-Arena, Frankfurt, Đức                                 | Đức              | 1–0       | 1–3     | Giao hữu                      |
| 16. | 3 tháng 9 năm 2010   | Sân vận động Josy Barthel, Thành phố Luxembourg, Luxembourg       | Luxembourg       | 3–0       | 3–0     | Vòng loại UEFA Euro 2012      |
| 17. | 17 tháng 11 năm 2010 | Sân vận động Pasienky, Bratislava, Slovakia                       | Slovakia         | 3–1       | 3–2     | Giao hữu                      |
| 18. | 26 tháng 3 năm 2011  | Sân vận động Bilino Polje, Zenica, Bosna và Hercegovina           | România          | 2–1       | 2–1     | Vòng loại UEFA Euro 2012      |
| 19. | 7 tháng 10 năm 2011  | Sân vận động Bilino Polje, Zenica, Bosna và Hercegovina           | Luxembourg       | 1–0       | 5–0     | Vòng loại UEFA Euro 2012      |
| 20. | 11 tháng 10 năm 2011 | Stade de France, Saint-Denis, Pháp                                | Pháp             | 1–0       | 1–1     | Vòng loại UEFA Euro 2012      |
| 21. | 1 tháng 6 năm 2012   | Soldier Field, Chicago, Hoa Kỳ                                    | México           | 1–1       | 1–2     | Giao hữu                      |
| 22. | 7 tháng 9 năm 2012   | Sân vận động Rheinpark, Vaduz, Liechtenstein                      | Liechtenstein    | 5–0       | 8–1     | Vòng loại FIFA World Cup 2014 |
| 23. | 7 tháng 9 năm 2012   | Sân vận động Rheinpark, Vaduz, Liechtenstein                      | Liechtenstein    | 6–1       | 8–1     | Vòng loại FIFA World Cup 2014 |
| 24. | 7 tháng 9 năm 2012   | Sân vận động Rheinpark, Vaduz, Liechtenstein                      | Liechtenstein    | 7–1       | 8–1     | Vòng loại FIFA World Cup 2014 |
| 25. | 11 tháng 9 năm 2012  | Sân vận động Bilino Polje, Zenica, Bosna và Hercegovina           | Latvia           | 4–1       | 4–1     | Vòng loại FIFA World Cup 2014 |
| 26. | 16 tháng 10 năm 2012 | Sân vận động Bilino Polje, Zenica, Bosna và Hercegovina           | Litva            | 2–0       | 3–0     | Vòng loại FIFA World Cup 2014 |
| 27. | 22 tháng 3 năm 2013  | Sân vận động Bilino Polje, Zenica, Bosna và Hercegovina           | Hy Lạp           | 1–0       | 3–1     | Vòng loại FIFA World Cup 2014 |
| 28. | 22 tháng 3 năm 2013  | Sân vận động Bilino Polje, Zenica, Bosna và Hercegovina           | Hy Lạp           | 3–0       | 3–1     | Vòng loại FIFA World Cup 2014 |
| 29. | 7 tháng 6 năm 2013   | Sân vận động Skonto, Riga, Latvia                                 | Latvia           | 5–0       | 5–0     | Vòng loại FIFA World Cup 2014 |
| 30. | 14 tháng 8 năm 2013  | Sân vận động Asim Ferhatović Hase, Sarajevo, Bosna và Hercegovina | Hoa Kỳ           | 1–0       | 3–4     | Giao hữu                      |
| 31. | 14 tháng 8 năm 2013  | Sân vận động Asim Ferhatović Hase, Sarajevo, Bosna và Hercegovina | Hoa Kỳ           | 3–4       | 3–4     | Giao hữu                      |
| 32. | 11 tháng 10 năm 2013 | Sân vận động Asim Ferhatović Hase, Sarajevo, Bosna và Hercegovina | Liechtenstein    | 1–0       | 4–1     | Vòng loại World Cup 2014      |
| 33. | 11 tháng 10 năm 2013 | Sân vận động Asim Ferhatović Hase, Sarajevo, Bosna và Hercegovina | Liechtenstein    | 4–0       | 4–1     | Vòng loại World Cup 2014      |
| 34. | 1 tháng 6 năm 2014   | Edward Jones Dome, St. Louis, Hoa Kỳ                              | Bờ Biển Ngà      | 1–0       | 2–1     | Giao hữu                      |
| 35. | 1 tháng 6 năm 2014   | Edward Jones Dome, St. Louis, Hoa Kỳ                              | Bờ Biển Ngà      | 2–0       | 2–1     | Giao hữu                      |
| 36. | 25 tháng 6 năm 2014  | Arena Fonte Nova, Salvador, Brasil                                | Iran             | 1–0       | 3–1     | FIFA World Cup 2014           |
| 37. | 4 tháng 9 năm 2014   | Sân vận động Tušanj, Tuzla, Bosna và Hercegovina                  | Liechtenstein    | 3–0       | 3–0     | Giao hữu                      |
| 38. | 13 tháng 10 năm 2014 | Sân vận động Bilino Polje, Zenica, Bosna và Hercegovina           | Bỉ               | 1–0       | 1–1     | Vòng loại UEFA Euro 2016      |
| 39. | 28 tháng 3 năm 2015  | Sân vận động Quốc gia, Andorra la Vella, Andorra                  | Andorra          | 1–0       | 3–0     | Vòng loại UEFA Euro 2016      |
| 40. | 28 tháng 3 năm 2015  | Sân vận động Quốc gia, Andorra la Vella, Andorra                  | Andorra          | 2–0       | 3–0     | Vòng loại UEFA Euro 2016      |
| 41. | 28 tháng 3 năm 2015  | Sân vận động Quốc gia, Andorra la Vella, Andorra                  | Andorra          | 3–0       | 3–0     | Vòng loại UEFA Euro 2016      |
| 42. | 12 tháng 6 năm 2015  | Sân vận động Bilino Polje, Zenica, Bosna và Hercegovina           | Israel           | 2–1       | 3–1     | Vòng loại UEFA Euro 2016      |
| 43. | 3 tháng 9 năm 2015   | Sân vận động Nhà vua Baudouin, Brussels, Bỉ                       | Bỉ               | 1–0       | 1–3     | Vòng loại UEFA Euro 2016      |
| 44. | 6 tháng 9 năm 2015   | Sân vận động Bilino Polje, Zenica, Bosna và Hercegovina           | Andorra          | 2–0       | 3–0     | Vòng loại UEFA Euro 2016      |
| 45. | 13 tháng 11 năm 2015 | Sân vận động Bilino Polje, Zenica, Bosna và Hercegovina           | Cộng hòa Ireland | 1–1       | 1–1     | Vòng loại UEFA Euro 2016      |
| 46. | 29 tháng 3 năm 2016  | Letzigrund, Zürich, Thụy Sĩ                                       | Thụy Sĩ          | 0–1       | 0–1     | Giao hữu                      |
| 47. | 6 tháng 9 năm 2016   | Sân vận động Bilino Polje, Zenica, Bosna và Hercegovina           | Estonia          | 2–0       | 5–0     | Vòng loại FIFA World Cup 2018 |
| 48. | 10 tháng 10 năm 2016 | Sân vận động Bilino Polje, Zenica, Bosna và Hercegovina           | Andorra          | 1–0       | 2–0     | Vòng loại FIFA World Cup 2018 |
| 49. | 10 tháng 10 năm 2016 | Sân vận động Bilino Polje, Zenica, Bosna và Hercegovina           | Andorra          | 2–0       | 2–0     | Vòng loại FIFA World Cup 2018 |
| 50. | 28 tháng 3 năm 2017  | Elbasan Arena, Elbasan, Albania                                   | Albania          | 1–0       | 2–1     | Giao hữu                      |
| 51. | 3 tháng 9 năm 2017   | Sân vận động Algarve, Faro/Loulé, Bồ Đào Nha                      | Gibraltar        | 1–0       | 4–0     | Vòng loại FIFA World Cup 2018 |
| 52. | 3 tháng 9 năm 2017   | Sân vận động Algarve, Faro/Loulé, Bồ Đào Nha                      | Gibraltar        | 4–0       | 4–0     | Vòng loại FIFA World Cup 2018 |
| 53. | 11 tháng 9 năm 2018  | Sân vận động Bilino Polje, Zenica, Bosna và Hercegovina           | Áo               | 1–0       | 1–0     | UEFA Nations League 2018–19   |
| 54. | 16 tháng 10 năm 2018 | Sân vận động Grbavica, Sarajevo, Bosna và Hercegovina             | Bắc Ireland      | 1–0       | 2–0     | UEFA Nations League 2018–19   |
| 55. | 16 tháng 10 năm 2018 | Sân vận động Grbavica, Sarajevo, Bosna và Hercegovina             | Bắc Ireland      | 2–0       | 2–0     | UEFA Nations League 2018–19   |
| 56. | 11 tháng 6 năm 2019  | Sân vận động Juventus, Turin, Ý                                   | Ý                | 1–0       | 1–2     | Vòng loại UEFA Euro 2020      |
| 57. | 5 tháng 9 năm 2019   | Sân vận động Bilino Polje, Zenica, Bosna và Hercegovina           | Ý                | 3–0       | 5–0     | Vòng loại UEFA Euro 2020      |
| 58. | 8 tháng 9 năm 2019   | Sân vận động Cộng hòa Vazgen Sargsyan, Yerevan, Armenia           | Armenia          | 1–0       | 2–4     | Vòng loại UEFA Euro 2020      |
| 59. | 4 tháng 9 năm 2020   | Sân vận động Artemio Franchi, Florence, Ý                         | Ý                | 1–0       | 1–1     | UEFA Nations League 2020–21   |
| 60. | 1 tháng 9 năm 2021   | Sân vận động Meinau, Strasbourg, Pháp                             | Pháp             | 1–0       | 1–1     | Vòng loại FIFA World Cup 2022 |
| 61. | 29 tháng 3 năm 2022  | Sân vận động Bilino Polje, Zenica, Bosna và Hercegovina           | Luxembourg       | 1–0       | 1–0     | Giao hữu                      |
| 62. | 14 tháng 6 năm 2022  | Sân vận động Bilino Polje, Zenica, Bosna và Hercegovina           | Phần Lan         | 2–2       | 3–2     | UEFA Nations League 2022–23   |
| 63. | 14 tháng 6 năm 2022  | Sân vận động Bilino Polje, Zenica, Bosna và Hercegovina           | Phần Lan         | 3–2       | 3–2     | UEFA Nations League 2022–23   |
| 64. | 26 tháng 9 năm 2022  | Sân vận động Rapid-Giulești, Bucharest, România                   | România          | 1–2       | 1–4     | UEFA Nations League 2022–23   |
| 65. | 14 tháng 6 năm 2022  | Sân vận động Bilino Polje, Zenica, Bosna và Hercegovina           | Liechtenstein    | 1–0       | 2–1     | Vòng loại UEFA Euro 2024      |

## Danh hiệu

### Câu lạc bộ

#### Wolfsburg
- Bundesliga: 2008–09

#### Manchester City
- Premier League: 2011–12, 2013–14
- FA Cup: 2010–11
- EFL Cup: 2013–14
- FA Community Shield: 2012

#### Inter Milan
- Coppa Italia: 2021–22, 2022–23
- Supercoppa Italiana: 2021, 2022

Cá Nhân
- Bosnian Sportsman of the Year: 2009, 2018[citation needed]
- Bosnian Footballer of the Year: 2009, 2010, 2011
- Castrol Performance Index EDGE Performance of the Month: August 2011
- Bundesliga Players' Player of the Year: 2008–09
- kicker Bundesliga Team of the Season: 2008–09, 2009–10
- Bundesliga top scorer (Torschützenkönige): 2009–10
- Serie A top scorer: 2016–17
- UEFA Champions League Squad of the Season: 2017–18
- UEFA Europa League Squad of the Season: 2020–21
- Premier League Player of the Month: August 2011
- Roma Supporters' Player of the Season: 2017–18
- DFB-Pokal Top Goalscorer: 2008-09